# Puente de la CEA
El puente de la CEA es un cruce en forma de puente ubicado en Madrid. Es un punto de intersección a dos cotas entre la calle de Arturo Soria y la autovía del Nordeste (A-2). La denominación es popular debido a la existencia de los estudios CEA, de donde el puente heredó el nombre. Este puente constituye el cruce de la Ciudad Lineal (en la actualidad calle de Arturo Soria) a la altura del kilómetro 5,5 sobre la que era la carretera de Barcelona (actualmente A-2). A comienzos del siglo XXI los desprendimientos de las cornisas de fábrica provocaron interrupciones en el tráfico de la A-2. Fue objeto de una gran reparación en el verano de 2012.

## Historia

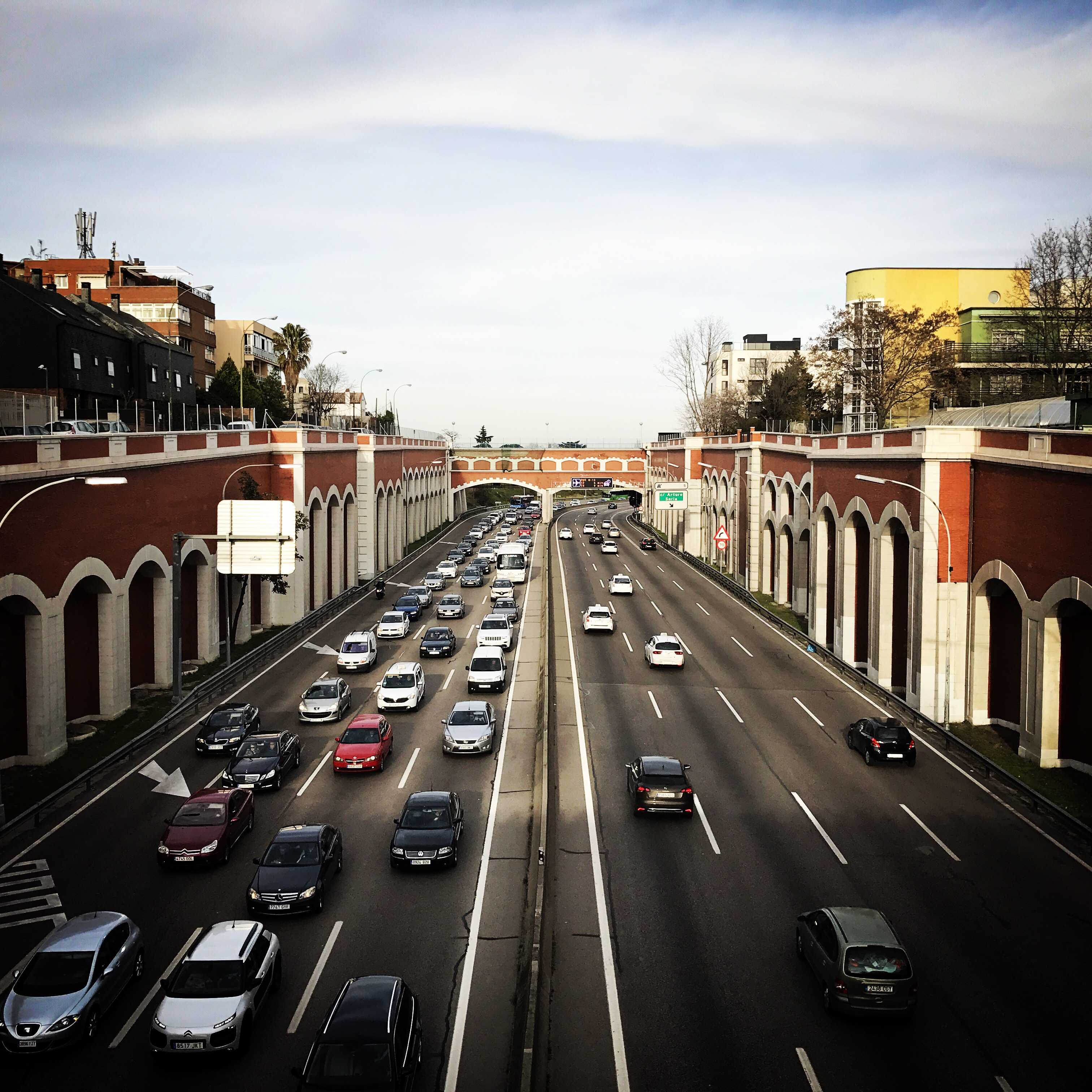
Puente de la CEA en la calle Arturo Soria de Ciudad Lineal (Madrid), sobre la autopista A-2.

El viaducto de la Ciudad Lineal sobre la Avenida de América (conocida entonces como autopista de Barajas) fue un diseño del ingeniero de caminos español Luis Sierra Piqueras, construido en la década de 1950. Se planificó el vaciado para que la carretera pasase por debajo logrando que la cota de Ciudad Lineal (a la altura de calle de Arturo Soria) no se viese afectada. 
El puente se hizo en las cercanías de los Estudios CEA (acrónimo de: Cinematografía Española Americana) de la Ciudad Lineal, una productora cinematográfica madrileña que data de la época de la Segunda República. La popularidad de los estudios acabó dando nombre al viaducto.
En 1992, el Ayuntamiento de Madrid colocó, presidiendo el viaducto, una estatua en bronce obra de Rafael Cidoncha, en memoria de Arturo Soria, a la altura del número 122.